# Selvantændt
Selvantændt er det niende album i rækken med den danske rock- og popsanger Nikolaj Christensen fra Nikolaj & Piloterne. Albummet modtog tre ud af seks stjerner i musikmagasinet GAFFA.
| 1.  | "Jeg Er Cool"                        |  |
| 2.  | "Støv"                               |  |
| 3.  | "Marrakech"                          |  |
| 4.  | "Rastløs"                            |  |
| 5.  | "Du Skal Ikke Lægge Låg På Dig Selv" |  |
| 6.  | "Sammen Er Vi Gode"                  |  |
| 7.  | "Spark Dem Ned"                      |  |
| 8.  | "København Here We Come"             |  |
| 9.  | "Den Smukke Taber"                   |  |
| 10. | "Ryst Din Krop"                      |  |